# 阿久津仁愛
阿久津仁愛（／ Akutsu Nichika，2000年12月23日—），日本男演員，出生於栃木縣，所屬經紀公司為cube。

## 概要

### 個人資料
2014年在母親和姐姐推薦下，14歲時參加第27屆JUNON SUPERBOY CONTEST，獲得準最高獎。
特技包括Beatbox、軟式網球。MBTI為INTP。

### 演藝事業
2016年被選為網球王子音樂劇第三季的主角越前龍馬。
2019年參演電視劇《我的裙子，去哪了？》、2022年《邁向未來的倒數10秒》、2023年《around1/4》等話題作備受關注。
2021年2月與永田崇人共同主演舞台劇《天文館的雙胞胎》；8月出演人氣作品鬼滅之刃舞台劇，飾演下弦之伍累；12月主演舞台劇《迷宫歌劇 美少年偵探團》，飾演美少年偵探團的團長雙頭院學。
2022年7月主演MBS製作的電視劇《FLAIR BARTENDER'Z》。
2023年5月出演人氣漫畫《HUNTER×HUNTER》改編的舞台劇，飾演奇犽一角。同年12月與阿部顯嵐主演電視劇《我成為BL劇的主角了》。

## 主要作品
- 註：粗體字表示主演

### 劇集
- 我的裙子，去哪了？（2019年4月20日 - 6月22日、日本電視台）- 光岡慎之介[1][2]
- Online♥Reading「百合與薔薇」Vol.01（2020年6月20日、ABEMA） - 夏目優紀
- NG妹大改造（2021年2月12日 - 4月2日、Hulu）- 香月未來[3]
- 怪奇物件偵探X（2021年4月17日 - 18日、LINE LIVE） - 主演・光永稔
- 彌子表演上癮（日语：妻、小学生になる。#スピンオフドラマ）（2022年2月11日 - 3月25日、Paravi） - 高田將二
- 邁向未來的倒數10秒（2022年4月14日 - 6月9日、朝日電視台）- 天津大地[4]
- FLAIR BARTENDER'Z（日语：FLAIR BARTENDER'Z）（2022年7月21日 - 8月25日、MBS・神奈川電視台）- 主演・黑澤瑛人
- 遊戲之子（第7話 - 最終回）（2022年11月27日 - 12月11日、TBS）- 佐佐木
- 爸爸的便當（日语：パパとなっちゃんのお弁当）（2023年1月19日 - 3月17日、日本電視台）- 本郷拓也
- 好像有點奇怪2（日语：何かおかしい2）（第10話）（2023年6月6日、東京電視台）- 京極謙信
- around1/4（日语：Around1/4 アラウンドクォーター#テレビドラマ）（2023年7月9日 - 9月24日、朝日放送）- 目黑瞬
- 我成為BL劇的主角了（日语：BLドラマの主演になりました#テレビドラマ）（2023年12月24日 - 2024年1月1日、TELASA・朝日電視台）- 主演・青柳萌（與阿部顯嵐雙主演）[5]
- 護理師婚活（日语：ナースが婚活#テレビドラマ）（2024年1月12日 - 3月1日、東京電視台）- 大澤緒人[6]
- 觸擊手（日语：バントマン）（2024年10月12日 - 12月21日 、東海電視台・富士電視台）- 吉岡葉留樹[7][8]
- D＆D～醫者與刑事的搜査線～（日语：D&D〜医者と刑事の捜査線〜）（2024年10月18日 - 11月29日、東京電視台）- 込山塁[9]
- 家政婦黑見不許敗壞的家（日语：家政婦クロミは腐った家族を許さない#テレビドラマ）（2025年1月11日 - 3月29日、東京電視台） - 灰原千翠[10]
- 我成為BL劇的主角了 續篇（日语：BLドラマの主演になりました 続編）（2025年6月13日配信預定、TELASA） - 主演・青柳萌（與阿部顯嵐雙主演）[11]

### 電影
- 連續電台～我們的下雨天days～（日语：ツナガレラジオ〜僕らの雨降Days〜）（2021年2月11日公開） - クッパ[12]
- 中2映画項目『堂姊妹協奏曲』 - 春山拓也 役
- 英俊的佩科平和美麗的鮑多爾的傳奇（2023年6月2日公開） - 主演・ペコパン／青木隼人（與下尾美羽雙主演）[13][14]
- 邪魚隊（2024年5月31日公開） - 水野平馬[15]

### 舞台劇
- 網球王子音樂劇第三季 - 主演・越前龍馬（2016年 - 2020年）
  - 青學vs六角（2016年12月22日 - 2017年2月12日）
  - Dream Live 2017（2017年5月26日 - 28日）
  - 青學vs立海（2017年7月14日 - 10月1日）
  - TEAM Party SEIGAKU・ROKKAKU（2017年10月26日 - 11月5日）
  - 青學vs比嘉（2017年12月21日 - 2018年2月18日）
  - Dream Live 2018（2018年5月5日 - 20日）
  - 全國大會 青學vs冰帝（2018年7月12日 - 9月24日）
  - TEAM Party SEIGAKU・HIGA（2018年10月17日 - 28日）
  - 網球王子文化祭2018（2018年11月23日 - 24日）
  - 青學vs四天寶寺（2018年12月20日 - 2019年2月17日）
  - 全國大會 青學vs立海-前編-（2019年7月11日 - 9月29日）
  - 秋之大運動會2019（2019年10月8日 - 9日）
  - 全國大會 青學vs立海-後編-（2019年12月19日 - 2020年2月16日）
  - Thank-you Festival 2020（2020年2月26日 - 3月1日)
  - Dream Live 2020（2020年5月22日 - 31日）※由於新型冠狀病毒緊急事態宣言影響所有公演中止[16]
- 音樂劇 天文館的雙胞胎（2021年2月6日 - 23日） - 主演・タットル
- 舞台劇 鬼滅之刃 其之貳 絆（2021年8月7日 - 31日） - 累  （页面存档备份，存于）
- 野外劇 劇場中的羅密歐與茱麗葉（2021年10月15日 - 17日） - 主演・茱麗葉  （页面存档备份，存于）
- 迷宫歌劇 美少年偵探團（2021年12月31日 - 2022年1月10日） - 主演・雙頭院學  （页面存档备份，存于）
- それを言っちゃお終い（2023年3月3日 - 2023年3月5日）  （页面存档备份，存于）
- 朗讀劇 英俊的佩科平和美麗的鮑多爾的傳奇（2023年3月10日・15日） - ペコパン
- HUNTER×HUNTER THE STAGE - 奇犽（2023年 - 2024年）  （页面存档备份，存于）
  - HUNTER×HUNTER THE STAGE （2023年5月12日 - 28日）
  - HUNTER×HUNTER THE STAGE 2（2024年3月16日 - 4月14日）
  - HUNTER×HUNTER THE STAGE 3（2025年5月17日 - 6月15日）
- 本格懸疑歌劇 第46號密室（日语：46番目の密室#舞台版）（2023年10月15日 - 22日） - 檜垣光司  （页面存档备份，存于）
- 東映ムビ×ステ（日语：東映ムビ×ステ） 舞台劇「邪魚隊」（2024年8月9日 - 9月8日） - 水野平馬  （页面存档备份，存于）
- MMJプロデュース公演「しばしとてこそ」（2025年2月21日 - 3月2日） - 主演・ダイチ

### CM
- MMORPG手機遊戲「救世者之樹：新世界」（2024年）

### 廣播節目
- B-High ～映えBOYZ High School～（2021年11月7日 - 2024年3月13日）

### DVD
- 阿久津仁愛solo DVD「阿久津仁愛 in Thailand vol.1」（2019年8月23日發售）
- 阿久津仁愛solo DVD「阿久津仁愛 in Thailand vol.2」（2020年12月5日發售）

### 寫真集
- 阿久津仁愛DEBUT寫真集（2021年10月29日發售）[17]

### VR動画
- 阿久津仁愛 〜前篇〜 煎蛋飯 VR 愛♥宅飲廚房 | 360Channel
- 阿久津仁愛 〜後篇〜 煎餅 VR 愛♥宅飲廚房  | 360Channel

### MV
- 生物股長『あなた』（2015年）
- wacci『空に笑えば』（2018年）

## 外部連結
- 阿久津仁愛官方網站
- C.I.A.公式官方介紹 阿久津仁愛
- 阿久津仁愛的Instagram帳戶
- 阿久津仁愛的X（前Twitter）
- YouTube上的にちか頻道